# چایجان
چایجان (در گیلکی: چاجان یا چاجؤن) روستایی از توابع بخش چابکسر و شهرستان رودسر است که در استان گیلان واقع می‌باشد.

## جمعیت‌شناسی
جمعیت چایجان طبق نتایج سرشماری سال ۱۳۹۵، ۱۵۵۰ نفر در ۵۰۰ خانوار بوده است. مردم چایجان گیلک هستند و به گویش بیه‌پیشی زبان گیلکی سخن می‌گویند.

## تقسیمات
چايجان متشکل از  بخش هایی است که اگرچه به طور سیاسی رسمیت ندارند اما در بین مردم شناخته‌شده هستند. این مناطق شامل جیرِسر، چلیک‌سر، کرجِ‌خیل، تنکابون‌خیل، فرامرزخیل، سِدِخیل، کرات‌سره، شوُغوُزبینی و توساکو است.

## محصولات
محصولات اصلی چایجان شامل برنج، چای و نیز مرکبات از جمله کیوی و پرتقال است که در بین این محصولات کشت برنج سابقه‌ای بسیار دیرینه‌تر دارد. محصولات لبنی نیز به صورت محدودتر تولید شده و همچنین چایجان دارای یک شیلات است و ماهی‌گیری از مشاغل با قدمت روستا محسوب می‌شود.

## اقلیم و جغرافیا
چایجان منطقه‌ای با زمین های هموار و جلگه‌ای است که از جهت شمال به دریای کاسپین می‌رسد و از طرف های دیگر با روستاهای سیاهکلرود، چایخانسر و بندبن همجوار است.

## نگارخانه

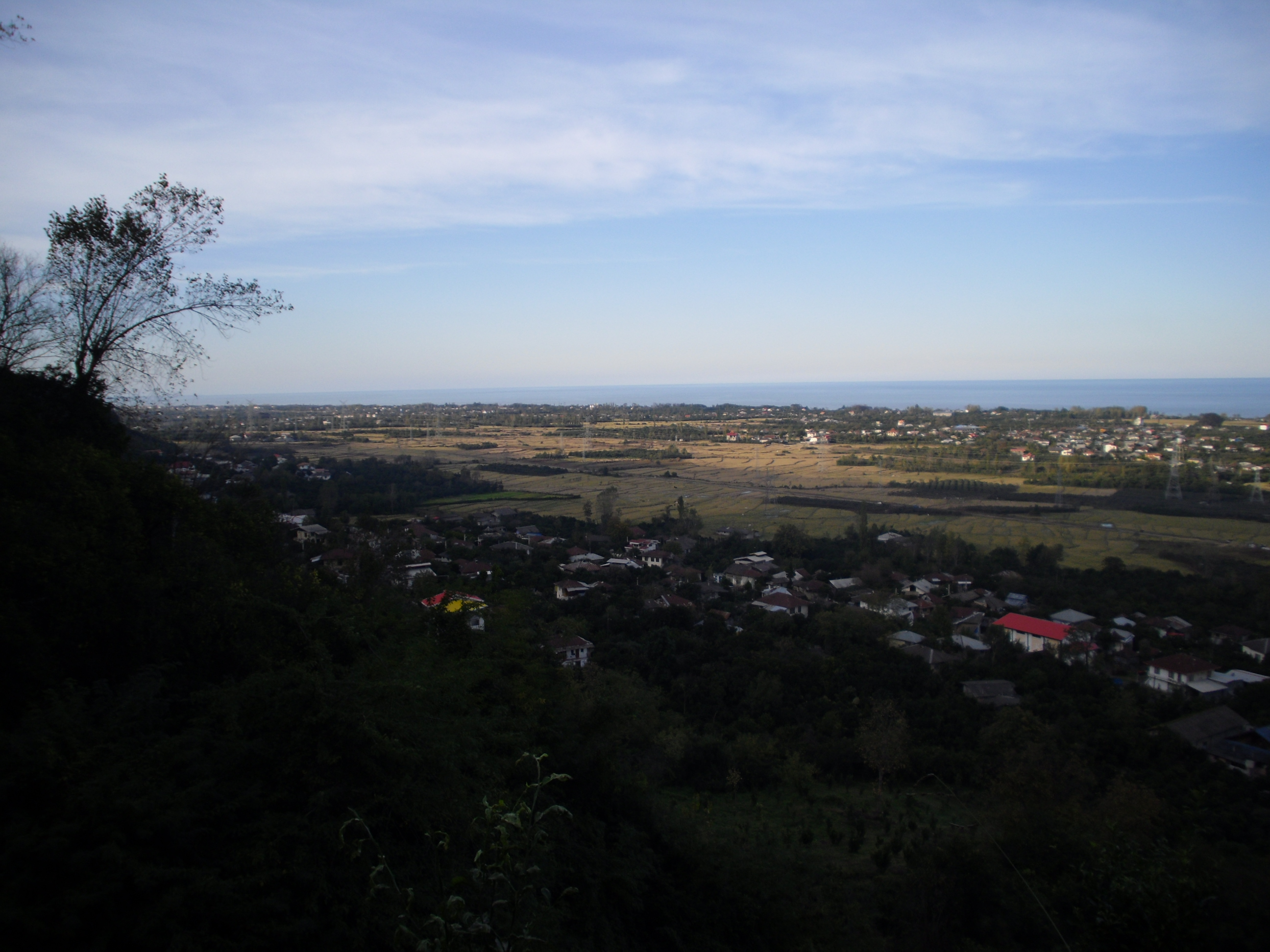
روستای بندبن و چایجان